# ویکتور مور
ویکتور مور (انگلیسی: Victor Moore؛ ۲۴ فوریهٔ ۱۸۷۶ – ۲۳ ژوئیهٔ ۱۹۶۲) یک هنرپیشه اهل ایالات متحده آمریکا بود. وی بین سال‌های ۱۸۹۶ تا ۱۹۵۷ میلادی فعالیت می‌کرد.
از فیلم‌ها یا برنامه‌های تلویزیونی که وی در آن نقش داشته است می‌توان به خارش هفت‌ساله اشاره کرد.